# Dorzecze Górnego Sanu
Dorzecze Górnego Sanu (PLH180021) – projektowany specjalny obszar ochrony siedlisk, aktualnie obszar mający znaczenie dla Wspólnoty, obejmujący dolinę Sanu na odcinku od zapory w Myczkowcach do mostu w Sanoku oraz doliny: Hoczewki, Osławy, Osławicy, Kalniczki-Tarnawki i Sanoczka. Tak ujęty obszar zajmuje powierzchnię 1578,67 ha.

## Typy siedlisk przyrodniczych
Ochroną objęto tu następujące siedliska z załącznika I dyrektywy siedliskowej:
- łęgi – ok. 30% obszaru
- żyzna buczyna karpacka
- jaworzyny
- grąd
- kwaśna buczyna górska
- źródliska wapienne
- łąki świeże
- ziołorośla nadrzeczne
- murawy kserotermiczne
- kamieńce

## Fauna
Występują tu następujące gatunki z załącznika II:
- wydra Lutra lutra
- minóg strumieniowy Lampetra planeri
- łosoś szlachetny Salmo salar
- boleń Aspius aspius
- różanka pospolita Rhodeus sericeus amarus
- koza pospolita Cobitis taenia
- głowacz białopłetwy Cottus gobio
- brzanka peloponeska Barbus peloponnesius
- kiełb Kesslera Gobio kessleri
- skójka gruboskorupowa Unio crassus

## Inne formy ochrony przyrody
Większość (65,99%) terenów obszaru wchodzi w skład Wschodniobeskidzkiego Obszaru Chronionego Krajobrazu, 5,45% leży w granicach Obszaru Chronionego Krajobrazu Beskidu Niskiego.
W obrębie obszaru znajdują się 3 rezerwaty przyrody: Nad Jeziorem Myczkowieckim, Przełom Sanu pod Grodziskiem i Przełom Osławy pod Mokrem.